# Hardwick Hall
Hardwick Hall i Derbyshire, är ett av de mest typiska engelska lantslotten från Elisabeth I:s tid. Hardwick Hall ligger på en kulle mellan Chesterfield och Mansfield, med utsikt över landsbygden. 
Huset byggdes för grevinnan Bess av Hardwick i slutet av 1500-talet, en anmoder till hertigarna av Devonshire, inom vars släkt (Cavendish) det ärvdes tills det överlämnades till the National Trust 1959.
Eftersom det efter hand kom att användas ganska lite, på grund av att hertigarnas huvudresidens, Chatsworth House, ligger i närheten, har det kommit att bevaras ungefär som när det byggdes.